# 桥东区 (张家口市)
桥东区是中国河北省张家口市下辖的一个市辖区，位于主城区东部。區人民政府駐勝利中路31號。

## 概况
桥东区的主要道路有：五一路、建国路、陵园路、沙河路、胜利北路、胜利南路、宣化路、东安大街、解放大街、东河沿路、汉桥街、建设东街、建设西街、工业路、柳树屯路、工业中横街、纬一路、纬二路、纬三路、南站前街等。 

## 行政区划
桥东区下辖7个街道办事处、3个镇、1个乡：
红旗楼街道、胜利北路街道、五一路街道、花园街街道、工业路街道、姚家庄镇、大仓盖镇和东望山乡。

## 人口
根據第七次人口普查數據，截至2020年11月1日零時，橋東區常住人口為279616人。

## 交通
- 京包铁路、张家口线、京张城际铁路、呼张客运专线：张家口站